# Подколок
Подколок — опустевшая деревня в Чистопольском районе Татарстана. Входит в состав Четырчинского сельского поселения.

## География
Находится в центральной части Татарстана на расстоянии приблизительно 17 км по прямой на востоко-северо-восток от районного центра города Чистополь в 4 км от берега Куйбышевского водохранилища.

## История
Основана во второй половине XVIII века. По состоянию на 2020 год опустела.

## Население
Постоянных жителей было: в 1859 — 173, в 1897 — 276, в 1908 — 288, в 1920 — 343, в 1926 — 228, в 1938 — 280, в 1949 — 180, в 1958 — 230, в 1970 — 137, в 1979 — 85, в 1989 — 28, в 2002 — 6 (русские 100 %), 8 в 2010.